# El topo (novela)
El topo es una novela británica de espionaje escrita por John le Carré y publicada por primera vez en 1974. Es la tercera parte de la serie «Smiley» y la primera de la trilogía «Karla». El personaje principal es un hombre de mediana edad, taciturno, llamado George Smiley, que ha sido forzado a retirarse del servicio secreto. En 1995, la Mystery Writers of America la incluyó en su lista de las cien mejores novelas de misterio de todos los tiempos.

## Argumento
A través de la historia de amor con la esposa de un oficial de inteligencia del centro de Moscú, el espía británico Ricki Tarr descubre que puede haber un «topo» soviético infiltrado en el «Circus», ocupando un puesto de alto rango. Su nombre en clave es «Gerald». Avisa a su superior, Peter Guillam, quien a su vez avisa a un funcionario del Servicio Civil responsable de los Servicios de Inteligencia, Oliver Lacon. Lacon llama de su retiro a George Smiley. Junto con Guillam, debe investigar sin conocimiento del «Circus». El encargado  del «Circus» es Percy Allelline y sus adjuntos Bill Haydon, Roy Bland y Toby Esterhase. Según la información de Tarr, cualquiera de ellos podría ser el «topo».
George sospecha que el «topo» ha ocasionado que algunas misiones acaben fallidas, entre ellas la Operación Testimonio, que tenía como fin reunirse con una reserción del ejército checo. Esta operación terminó con el agente Jim Prideaux tiroteado en la espalda y torturado, y con Control, el máximo responsable del «Circus», despedido y posteriormente muerto. Prideaux finalmente sobrevivió y fue repatriado y acabó de profesor en un colegio. Smiley lo visita y este le cuenta que la verdadera finalidad de la misión era descubrir el nombre del «topo». El personal que lo torturó en el Centro de Moscú ya sabía esto y toda la operación era una trampa tendida con la intención de desacreditar a Control y eliminar los posibles peligros que sufriera su «topo».
Percy Allelline, que era rival de Control, ha llegado a ser el máximo responsable del «Circus» gracias a unos documentos con apariencia de ser de primera calidad gracias a una fuente soviética cuyo nombre en clave es «Merlín» a través de la «Operación Brujería». El material de esta operación está a cargo de Allelline, Haydon, Bland y Esterhase. La investigación lleva a Smiley a creer que la Operación Brujería está siendo utilizada por Karla, que está al mando del Centro de Moscú, con el fin de influir en la dirección del «Circus».

## Antecedentes
El topo es la novelización de las experiencias de John le Carré de las revelaciones de la década de 1950 y la década de 1960 que expusieron a los «cinco traidores de Cambridge». El personaje del jefe del Centro de Moscú, Karla, está basado en el general del KGB Rem Krassilnikov.
Bill Haydon se deriva de Kim Philby quien, a finales de 1950, fue sospechoso de traición en el MI6, dada su relación con el desertor de Guy Burgess. Continuó como oficial de inteligencia del SIS hasta que desertó a la URSS en 1963. John Le Carré trabajó como oficial de inteligencia para el MI6 durante el mandato de Philby.

### Televisión
El topo fue adaptado a televisión en 1979 como una serie de siete partes de la BBC. Tuvo secuela, también en televisión, en 1982. Esta segunda parte adaptaba la última novela de la trilogía «Karla».

#### Reparto
- George Smiley - Alec Guinness
- Peter Guillam - Michael Jayston
- Oliver Lacon - Anthony Bate
- Toby Esterhase - Bernard Hepton
- Bill Haydon - Ian Richardson
- Jim Prideaux - Ian Bannen
- Ricki Tarr - Hywel Bennett
- Percy Alleline - Michael Aldridge
- Roy Bland - Terence Rigby
- Control - Alexander Knox
- Ann, esposa de Smiley - Siân Phillips

### Cine
El director sueco Tomas Alfredson llevó la novela al cine en 2011, con un guion de Bridget O'Connor y Peter Straughan. Se incluía un cameo de John le Carré. 

#### Reparto
- Gary Oldman - George Smiley
- Colin Firth - Bill Haydon
- Tom Hardy - Ricki Tarr
- Mark Strong - Jim Prideaux
- Ciarán Hinds - Roy Bland
- Benedict Cumberbatch - Peter Guillam
- David Dencik - Toby Esterhase
- Stephen Graham - Jerry Westerby
- Simon McBurney - Oliver Lacon
- Toby Jones - Percy Alleline
- John Hurt - Control
- Svetlana Khodchenkova - Irina
- Kathy Burke - Connie Sachs
- Roger Lloyd-Pack - Mendel
- Christian McKay - Mackelvore
- Konstantin Khabenskiy - Polyakov